# Campionati del mondo di atletica leggera 2005 - Salto triplo maschile
La gara di salto triplo maschile dei Campionati del mondo di atletica leggera di Helsinki 2005 si è disputata nelle giornate del 10 agosto (qualificazioni) e 11 agosto (finale).

## Podio
| Posizione | Atleta           | Paese       |
| --------- | ---------------- | ----------- |
| Oro       | Walter Davis     | Stati Uniti |
| Argento   | Yoandri Betanzos | Cuba        |
| Bronzo    | Marian Oprea     | Romania     |

## Qualificazioni

### Gruppo A
1. Yoandri Betanzos,  Cuba 17,40 m Q
2. Leevan Sands,  Bahamas 17,21 m Q
3. Walter Davis,  Stati Uniti 17,08 m Q
4. Marian Oprea,  Romania 16,81 m q
5. Anders Møller,  Danimarca 16,69 m q
6. Dmitriy Valyukevich,  Slovacchia 16,68 m q
7. Karl Taillepierre,  Francia 16,67 m q
8. Vyktor Yastrebov,  Ucraina 16,66 m q
9. Nelson Évora,  Portogallo 16,60 m
10. Viktor Gushchinskiy,  Russia 16,39 m
11. Danila Burkenaya,  Russia 16,35 m
12. Kazuyoshi Ishikawa,  Giappone 16,33 m
13. Johan Meriluoto,  Finlandia 16,01 m
14. Konstadinos Zalaggitis,  Grecia 15,72 m
  - Michael Velter,  Belgio nm

### Gruppo B
1. Jadel Gregório,  Brasile 17,20 m Q
2. Momchil Karailiev,  Bulgaria 16,73 m q
3. Kenta Bell,  Stati Uniti 16,72 m q
4. Arnie David Giralt,  Cuba 16,71 m q
5. Allen Simms,  Porto Rico 16,63 m
6. Nathan Douglas,  Regno Unito 16,53 m
7. Igor Spasovkhodskiy,  Russia 16,45 m
8. Tarik Bougtaïb,  Marocco 16,38 m
9. Mykola Savolainen,  Ucraina 16,35 m
10. Hristos Meletoglou,  Grecia 16,35 m
11. Paolo Camossi,  Italia 16,23 m
12. Randy Lewis,  Grenada 16,11 m
13. Charles Friedek,  Germania 15,75 m
  - Yanxi Li,  Cina nm

## Finale
1. Walter Davis,  Stati Uniti 17,57 m
2. Yoandri Betanzos,  Cuba 17,42 m
3. Marian Oprea,  Romania 17,40 m
4. Leevan Sands,  Bahamas 17,39 m
5. Karl Taillepierre,  Francia 17,27 m
6. Jadel Gregório,  Brasile 17,20 m
7. Kenta Bell,  Stati Uniti 17,11 m
8. Arnie David Giralt,  Cuba 17,09 m
9. Vyktor Yastrebov,  Ucraina 16,90 m
10. Dmitriy Valyukevich,  Slovacchia 16,79 m
11. Momchil Karailiev,  Bulgaria 16,70 m
12. Anders Møller,  Danimarca 16,16 m